# 코사바

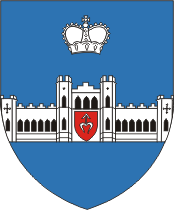
시 문장

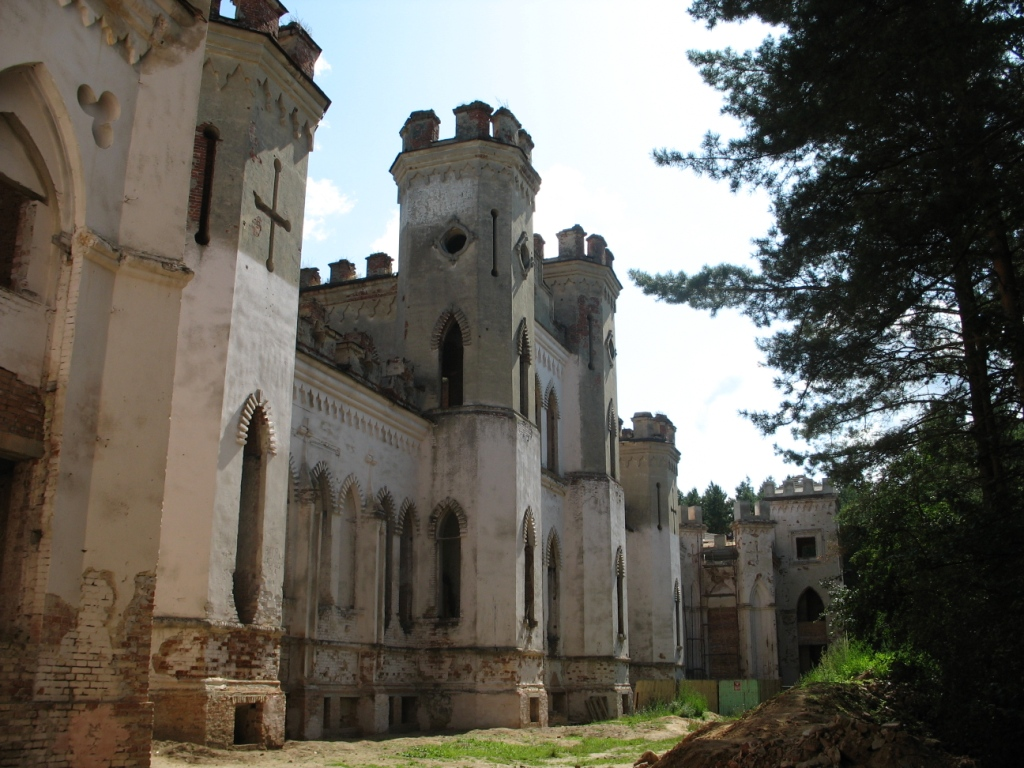
코사바 성

코사바(벨라루스어: Косава, 러시아어: Коссово 코소보[*])는 벨라루스 브레스트 주에 위치한 도시로, 행정 구역상으로는 이바체비치 구에 속한다. 폴란드의 애국 정치인인 타데우시 코시치우슈코가 태어난 곳이기도 하다.